# 安宅氏
安宅氏（あたぎし、あたかし）は、日本の氏族の一つ。熊野水軍の一員で、紀伊安宅荘に起源を持つ紀伊安宅氏や、その分流で三好氏から安宅冬康を養子を迎えた淡路安宅氏などが知られる。

## 紀伊安宅氏

### 出自
安宅氏（あたぎし）は、紀伊国牟婁郡安宅荘（現在の和歌山県西牟婁郡白浜町日置川地区）を名字の地とする一族。安宅荘は日置川河口付近に位置し、その地を拠点とする安宅氏は水軍として活動を行った。本姓は橘氏。
「安宅氏系図」によると、阿波国守護・小笠原長清の子孫の頼春という人物が阿波から紀伊へと渡り安宅荘を本拠にしたといい、ここから安宅という姓が始まったとされる。系図からは頼春の安宅来住は13世紀末から14世紀初めと推測されるが、その頃、熊野の水軍たちが鎌倉幕府に対して度々蜂起し、その鎮圧のため軍が差し向けられていた。このため、安宅氏もその一環として送られたと考えられる。ただし、阿波起源説は後世の編纂物に基づくものとして慎重視する見方もある。

### 鎌倉時代
承久元年（1219年）、熊野別当家が下司を務める南部荘の荘官として「阿多木所司」の名が確認でき、これが安宅氏の初見の可能性がある。熊野別当家は承久の乱後、南部荘の下司職を追われており、「阿多木所司」もこの時南部荘への関わりを失ったとみられる。
鎌倉時代後期になると、慈恩寺流の北条氏が紀伊国守護を務めており、安宅氏はその被官になったと考えられる。鎌倉末期の元弘3年/正慶2年（1333年）、六波羅探題の北条仲時とその一行が近江国番場宿蓮華寺（滋賀県米原市）で自害したが、その中に愛多義（安宅）中務とその子・弥次郎が含まれていた。

### 南北朝時代から室町時代にかけて
南北朝時代に入ると、安宅氏は北朝方として活動を行い、その中で阿波へ勢力を伸ばした。正平5年/観応元年（1350年）6月、安宅氏は足利義詮に淡路国沼島周辺の海賊退治を命じられ、翌正平6年/観応2年（1351年）1月には、足利尊氏から阿波国竹原荘内本郷の地頭職を安堵された。同年9月には阿波国守護・細川頼春から安宅頼藤に阿波国牛牧荘の地頭職が預け置かれ、正平7年/文和元年（1352年）12月には、安宅王杉丸（頼藤の子の近俊か）が阿波国萱島荘の地頭職を与えられている。
この後、安宅氏は一時南朝方に付いたらしく、正平14年/延文4年（1359年）7月、安宅頼藤が後村上天皇から備後守に任じられ、同年8月には後村上天皇に阿波へ発向するよう命じられた。正平17年/貞治元年（1362年）12月には、頼藤は南朝から阿波内に所領を与えられている。その一方、正平16年/康安元年（1361年）12月には、北朝方として行動する安宅氏の姿が見え、足利義詮を助けるため湯河光種が上洛した際、紀伊に留まり忠節を尽くしたとして「安宅」「安宅備後権守」「安宅三河権守」の名が挙げられている（「湯河家文書」）。
元中9年/明徳3年（1392年）に南北朝の合一がなり、応永34年（1427年）、足利義満の側室・北野殿が熊野参詣にやってくる。その際、熊野の武士たちが道中の警固に参加したが、その中には安宅氏の名もあった。

### 戦国時代
紀伊の守護は畠山氏が世襲するようになっていたが、畠山氏は政長流と義就流に分かれ争いを始める。明応2年（1493年）の明応の政変で守護・畠山政長が討死すると、その子の尚順は紀伊に逃れ、以後、尚順が紀伊に在国し直接支配する体制となる。
明応6年（1497年）から永正5年（1508年）の間に比定される書状で、畠山尚順は久木小山氏に「安宅南要害」を防衛するよう命じ、「安宅大炊助」と申し合わせ忠節を尽くすよう求めている。ここからは、室町幕府直属の国人だった安宅氏が、畠山尚順に支配下に入った様子がうかがえる。
永正17年（1520年）から大永5年（1525年）のものとされる史料では、安宅氏は畠山尚順の子・稙長の命を受け、久木小山氏や泰地氏と共に山本氏の龍松山城に援軍として赴いている。

### 安土桃山時代以降
天正5年（1577年）の2月から3月にかけ、織田信長が紀州征伐を行ったが、この年の7月、安宅光定が近隣の領主層である久木小山氏や周参見氏、温井氏と起請文を交わしている。天正13年（1585年）の羽柴秀吉による紀州征伐では、安宅氏は久木小山氏や周参見氏と共に秀吉に帰順し、所領を安堵された。その後、文禄・慶長の役の際、安宅氏は藤堂高虎指揮下の熊野衆の一員として動員された。
慶長5年（1600年）の関ヶ原の戦いの際、安宅氏は西軍に付いていた。敗戦に伴い知行を失った安宅信定は、日置の正光寺で自害したという。信定の子・重春は大坂の陣で大坂城に籠り、戦後、伊勢国鳥羽へと逃れる。その後、重春の子・重次が安宅荘に戻り、紀州徳川家により地士に取り立てられた。

## 淡路安宅氏
紀伊の安宅氏は、淡路へも進出した。淡路の安宅氏は、淡路島東岸の洲本・由良・千草・炬口・安乎（いずれも現在の兵庫県洲本市）、西岸の湊（南あわじ市）、北岸の岩屋（淡路市）、内陸の三野畑（洲本市）の8家に分かれ、「安宅八家衆」と呼ばれた。
永正14年（1517年）、阿波の三好之長が淡路に侵攻し、永正16年（1519年）に淡路守護の細川尚春を滅ぼすと、それ以降三好氏による淡路支配が進んだ。大永8年（1528年）には、安宅次郎三郎が謀反を起こしている。
その後、三好元長の三男・冬康が安宅氏に養子入りした。冬康は洲本城を居城とし、淡路衆を率いて兄・三好長慶の勢力拡大を支えた。冬康が養子入りした先については洲本家ともされるが、どの家に入ったかは不明との見解もある。
永禄7年（1564年）、長慶により冬康が誅殺され、嫡男の神太郎がその跡を継ぐ。永禄11年（1568年）の織田信長の上洛後、神太郎は阿波三好家から離反し織田方に付くなどしていたが、元亀3年（1572年）には三好実休の子（神太郎の従兄弟）の安宅神五郎が淡路に送り込まれていた。当初、神太郎と神五郎に分かれた洲本安宅氏だが、元亀末年以降は神五郎に一本化されている。
天正9年（1581年）、神五郎は羽柴秀吉らの軍に服属。本能寺の変後は秀吉に従い、天正12年（1584年）に淡路から播磨国明石郡押部谷（神戸市西区）へと転封される。慶長4年（1599年）11月には、京都相国寺の塔頭・鹿苑院にて片桐貞隆らと共に警固を行っている。
また、石田三成の家臣・安宅秀安は、神太郎の後身、もしくはその弟と推定される。秀安の子・長康は加賀前田家に仕え、その子孫は加賀藩士として続いた。

## 阿波安宅氏
紀伊安宅氏は阿波発祥との説があるが、14世紀中頃にはその阿波で地頭職を安堵されるなどしている（#紀伊安宅氏参照）。
阿波の城のうち、田浦城（徳島県小松島市）や牛岐城（阿南市）は安宅氏の城館だったと伝わる。
また、紀伊安宅氏が橘氏を名乗るのに対し、藤原氏を本姓とする安宅氏が勝浦郡田野浦村に住み、三好氏に仕えたという。

## その他の安宅氏
後北条氏の家臣に、武蔵国山野下村を領した安宅七郎次郎がいたという（「小田原衆所領役帳」）。また、後北条氏に従う水軍領主として安宅紀伊守がおり、後北条氏配下に梶原氏や愛洲氏ら紀伊出身の水軍領主がいることから、安宅紀伊守が紀伊安宅氏の一族である可能性がある。
越後国には安宅内蔵助という人物とその子孫がいた。天正15年（1587年）、内蔵助は阿部理非内（蘆名盛氏家臣の平田五郎に仕える）と共に、上杉景勝勢に捕らえられた味方を取り返したとされる。
この他、津山藩分限帳に安宅氏の名がある。